# Ricardo Vaz Tê
Ricardo Vaz Tê (Lisboa, Portugal, 1 de octubre de 1986) es un exfutbolista portugués. Jugaba de delantero.

## Selección nacional
Ha sido internacional con la selección de fútbol sub-21 de Portugal y ha jugado 18 partidos internacionales.

### Participaciones Internacionales
| Torneo                  | Sede         | Resultado    |
| ----------------------- | ------------ | ------------ |
| Eurocopa Sub-21 de 2007 | Países Bajos | Primera fase |

## Clubes
| Club                 | País       | Temporada |
| -------------------- | ---------- | --------- |
| SC Farense           | Portugal   | 2003      |
| Bolton Wanderers     | Inglaterra | 2003-2010 |
| Hull City (cedido)   | Inglaterra | 2007      |
| Panionios            | Grecia     | 2010-2011 |
| Hibernian            | Escocia    | 2011      |
| Barnsley             | Inglaterra | 2011-2012 |
| West Ham United      | Inglaterra | 2012-2015 |
| Akhisar Belediyespor | Turquía    | 2015      |
| Charlton Athletic    | Inglaterra | 2015-2016 |
| Akhisar Belediyespor | Turquía    | 2016-2017 |
| Henan Jianye         | China      | 2017-2018 |
| Qingdao Huanghai     | China      | 2019-2020 |
| Portimonense SC      | Portugal   | 2020-2021 |